# Andrea Vesalio
Andreas van Wesel, italianizzato in Andrea Vesalio (Bruxelles, 31 dicembre 1514 – Zante, 15 ottobre 1564), è stato un anatomista e medico fiammingo.
È considerato il fondatore della moderna anatomia.
Fu medico di corte dell'imperatore Carlo V d'Asburgo e poi del figlio Filippo, e il primo a farsi assertore del superamento dell'antica medicina galenica (che egli rigettò in maniera integrale) e di una completa riscrittura delle conoscenze anatomiche e mediche, attraverso lo studio autoptico del corpo umano e la pratica della dissezione dei cadaveri, che egli perseguì con intento metodico.
Fu autore del De humani corporis fabrica libri septem (spesso citata ellitticamente come Fabrica), prima opera scientifica di anatomia, pubblicata nel 1543 a Basilea, arricchita da una variegata rassegna di disegni e illustrazioni del corpo umano. L'opera, summa del pensiero vesaliano post-galenico, fu ripresa per la gran parte nel corredo iconografico, nell'Historia de la composición del cuerpo humano (1552) dello spagnolo Giovanni Valverde, che contribuì a diffondere nei paesi di cultura ispanica l'opera del Vesalio.
Fu allievo e amico di Giovanni Battista Monte.

## Biografia

### Le origini
Nacque a Bruxelles il 31 dicembre 1514 da famiglia benestante e tradizionalmente legata alla professione medica. Suo bisnonno era stato medico di Maria di Borgogna e docente all'Università di Lovanio, suo nonno lavorò anche lui come medico per Maria di Borgogna e scrisse una serie di commentari agli Aforismi di Ippocrate e in ultimo suo padre, anch'egli di nome Andrea, fu medico e farmacista per l'imperatore Carlo V. Con queste premesse, fu abbastanza naturale che quando Vesalio divenne uno dei più conosciuti medici e anatomisti europei, gli fu offerto l'incarico di medico personale dell'imperatore presso la corte spagnola.

### La formazione
Le sue origini, certamente non umili, gli permisero di ottenere un'ottima istruzione: la sua formazione avanzata iniziò nel Paedagogium Castri, una scuola preparatoria connessa all'Università di Lovanio e successivamente nel Collegium Trilingue. Studiò il latino, il greco e l'ebraico. La sua conoscenza del latino divenne così profonda che, utilizzando questa lingua, a ventitré anni egli poté insegnare anatomia in Italia. Per quanto riguarda il greco la tradizione vuole che egli fosse in grado di tradurre Galeno a vista.
Nel 1530 entrò nell'Università di Lovanio che al tempo era una delle più grandi università europee, probabilmente seconda soltanto a Parigi e Bologna. Studiò filosofia e filologia, ma, indipendentemente dai suoi corsi universitari, cominciò a interessarsi di anatomia e anche a praticare alcune dissezioni su topi, cani e gatti.
Nel 1533 si trasferì a Parigi per studiare medicina, seguendo così la tradizione familiare. I suoi principali maestri furono Jacobus Sylvius e Ioannes Guinterius Andernacus. Vesalio ammirò i propri docenti (loderà Sylvius nel De Humani Corporis Fabrica del 1543), ma successivamente non si dimostrerà soddisfatto dell'insegnamento ricevuto in questo periodo; a Parigi infatti l'anatomia veniva insegnata in modo tradizionale, con gli anatomisti che, seduti in posizione rialzata rispetto al tavolo settorio - su cui intanto un barbiere procedeva a dissezionare il cadavere -, leggevano agli studenti testi di Galeno e non si curavano dei tessuti e degli organi messi allo scoperto ai loro piedi. Vesalio era invece molto più propenso allo studio diretto del corpo umano: utilizzò così, come facevano molti studenti, il Cimitero degli Innocenti per procurarsi materiale per studiare le ossa. A questo proposito, nel De Humani Corporis Fabrica, racconta come in questo cimitero fosse possibile trovare una grandissima quantità di ossa; come egli fosse diventato talmente esperto da poter scommettere di riconoscerle tenendo gli occhi bendati e utilizzando solo il tatto; come questa esperienza nel cimitero fosse necessaria in mancanza di un vero insegnamento su questa parte della medicina. Tuttavia già in questo periodo egli dimostrava buone capacità nella dissezione.
Particolarmente significative, circa le motivazioni personali e le crude modalità del suo lavoro, risultano alcune note autobiografiche, scritte all'età di 32 anni:
(C.D.  O'Malley, Andreas Vesalius of Brussels, University of California Press, Berkeley 1964, citato in Le 10 più grandi scoperte della medicina, di M. Friedman, G. W. Friedland, Baldini & Castoldi, 2000)
Nel 1536, a seguito del riacuirsi del conflitto tra Francia e Spagna, dovette tornare a Lovanio dove continuò gli studi medici e la pratica della dissezione. Nel settembre del 1537 andò a Basilea e poco dopo si trasferì a Padova. Il 5 dicembre, dopo essere stato sottoposto a un esame, l'università gli conferì il titolo di Dottore in Medicina.

### La carriera

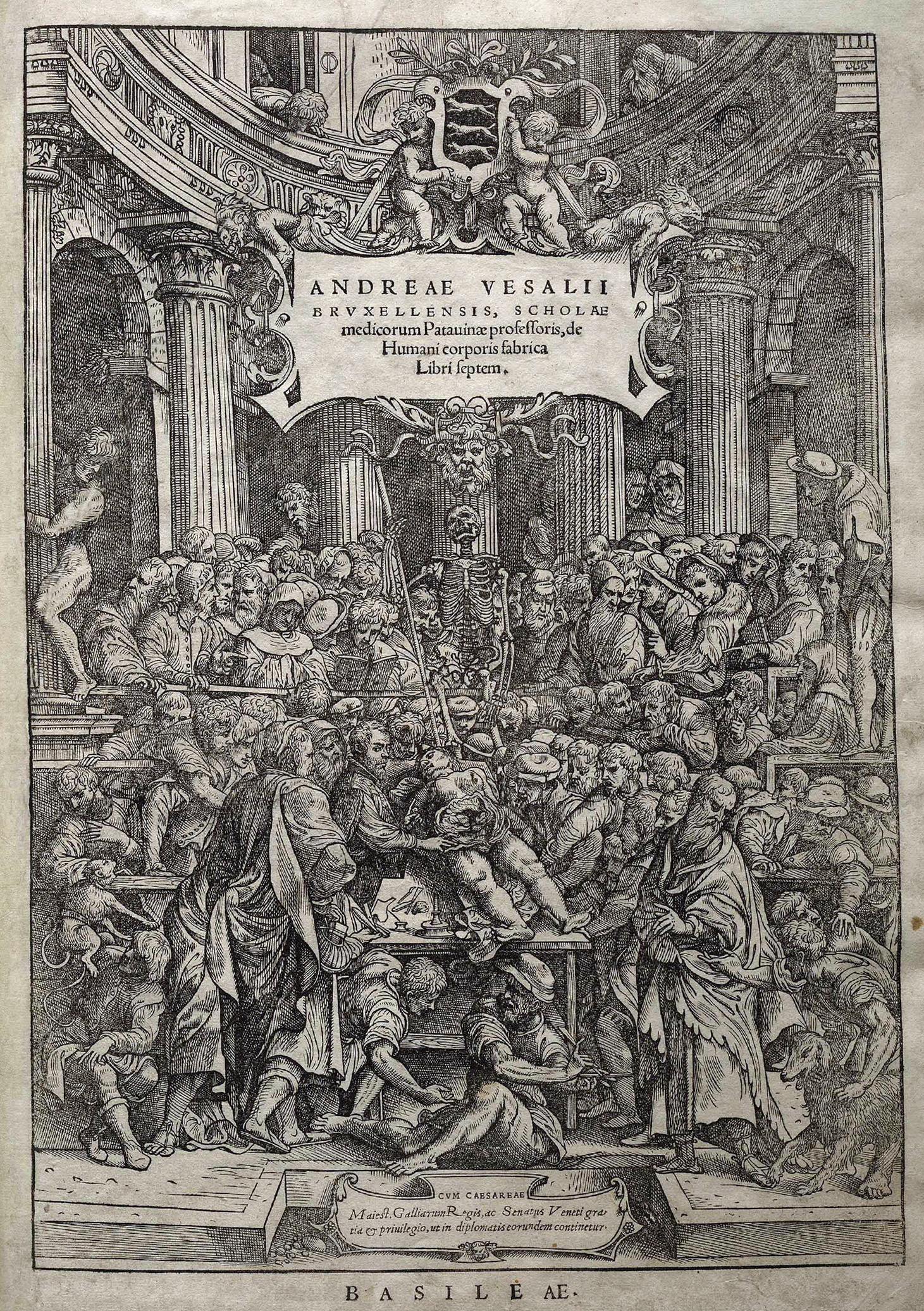
Frontespizio del Fabrica. Il titolo completo è Andreae Vesalii Bruxellensis, scholae medicorum Patauinae professoris, de Humani corporis fabrica Libri septem. Per la prima volta nella storia dell'iconografia medica, l'anatomista (Vesalio in persona) è presentato nell'atto di praticare una dissezione su un cadavere e non in quello di recitare il testo dell'autoctoritas.

La carriera vera e propria di Vesalio inizia a Padova. Già il giorno seguente alla laurea egli tenne la sua prima lezione pubblica, dissezionando un cadavere e spiegando sia la composizione degli organi sia la tecnica usata. Il senato di Venezia (che governava Padova) gli assegnò subito la cattedra di anatomia e chirurgia.
Nelle sue lezioni Vesalio utilizzava, come aiuto visuale, anche ampi fogli volanti costituiti da schematici disegni e da concise didascalie. Sei di queste tavole vennero date alle stampe con il titolo Tabulae anatomicae sex (Venezia 1538), iniziando così la personale produzione anatomica didattico-scientifica di Vesalio, che raggiunse l'apice con il De humani corporis fabrica (Basilea 1543), perfetta sintesi di rigore scientifico e bellezza artistica.
Nel gennaio del 1540 Vesalio visitò Bologna come docente ospite. Durante questo soggiorno ricostruì lo scheletro completo di una scimmia e di un uomo, e dalla comparazione dei due si rese conto che le descrizioni anatomiche galeniche erano basate sulle dissezioni di animali e non di uomini. La confutazione di molte teorie galeniche divenne poi uno dei punti chiave del De humani corporis fabrica, che probabilmente iniziò a scrivere proprio a Bologna.
Nel 1542, terminato di scrivere il De humani corporis fabrica, per seguirne il processo di stampa abbandonò la cattedra di Padova, alla quale gli succedette Realdo Colombo. L'opera fu pubblicata nel giugno del 1543, nello stesso anno di un altro capolavoro della storia della scienza il De revolutionibus orbium coelestium di Copernico in cui era esposta per la prima volta la teoria eliocentrica. Diffondendola, Vesalio era ben consapevole delle controversie che ne sarebbero nate: era infatti la prima volta che qualcuno osava confutare le teorie di Galeno, fino ad allora considerato, quasi dogmaticamente, autorità assoluta della scienza medica. Molti medici infatti criticarono l'opera di Vesalio, in particolare il suo passato maestro Jacobus Sylvius. Ma ci furono anche molti sostenitori, tra i quali il più autorevole fu Gabriele Falloppio.
Della Fabrica venne anche stampata, principalmente a uso degli studenti, l'Epitome, ovvero un riassunto dell'opera in sei capitoli. Il 4 agosto dello stesso anno a Spira, Vesalio presentò l'opera all'imperatore Carlo V che lo assunse subito come medico di corte. Non sono ben chiare le ragioni dell'abbandono della ricerca scientifica in favore di questo nuovo incarico; alcuni sostengono che questo nuovo lavoro fu necessario per recuperare le grandi spese sostenute per la stampa della Fabrica, mentre altri sostengono che Vesalio volle abbandonare l'ambiente accademico perché in esso aveva ormai troppi nemici. Ma la ragione più probabile è ciò che egli stesso spiega nella prefazione alla Fabrica: secondo Vesalio infatti l'anatomia era solo il fondamento della medicina, mentre egli aspirava invece a diventare un medico completo. Il lavoro al servizio dell'imperatore offriva molte possibilità di praticare come medico e come chirurgo.
Nel gennaio del 1544 tornò in Italia per sbrigare gli ultimi affari all'Università degli Studi di Padova, ma viaggiò e tenne delle lezioni anche a Bologna e Pisa. In quest'ultima, alla presenza di Cosimo I dei Medici, inaugurò il teatro anatomico di via della Sapienza.
Tornò in Belgio per sposare Anne van Hamme e cominciò poi un periodo di intensa attività, soprattutto come chirurgo militare, svolgendo molti incarichi in vari paesi europei per conto dell'imperatore. Tra il 1553 e il 1556 visse in maniera quasi stabile a Bruxelles, dove praticò in privato la professione di medico e portò avanti i suoi studi. Nel 1555 pubblicò una versione riveduta e accresciuta della Fabrica. In particolare aveva avuto modo di studiare i corpi femminili, anche di donne incinte, e questo gli permise di approfondire soprattutto l'anatomia dell'utero e dei feti.
Da questa edizione della Fabrica vennero invece tolte le precedenti lodi al suo vecchio maestro Jacobus Sylvius. Nel frattempo infatti non erano mai cessati gli scontri con i galenisti, ai quali Vesalio continuava a opporre con forza le sue ragioni, derivanti dalla pratica continua e meticolosa della dissezione. I suoi avversari, Sylvius in testa, cercarono in tutti i modi di attaccare la sua reputazione presso l'imperatore, arrivando anche a tacciare di empietà la pratica della dissezione. A questo proposito Carlo V scrupolosamente chiese ai teologi dell'Università di Salamanca un parere sull'ammissibilità delle dissezioni: questi risposero dicendo che esse erano utili e lecite.
Nel 1556, quando Carlo V abdicò gli concesse una pensione vitalizia e lo nominò conte. Nel 1559 tornò alla corte spagnola al servizio di Filippo II. Nel maggio del 1562 riuscì a curare il principe Don Carlos, figlio di Filippo, da una brutta ferita alla testa che lo aveva ridotto in fin di vita. Questo caso mise a dura prova Vesalio, sia per la gravità della ferita, sia per le responsabilità connesse al fatto di curare il principe e sia per le ostilità che incontrò da parte degli altri medici di corte.
Cominciò così a maturare in Vesalio il desiderio di abbandonare la corte e tornare a lavorare in Italia. Questo desiderio probabilmente era già nato quando nel 1561 Gabriele Falloppio gli inviò da Padova, come omaggio, una copia della sua opera Observationes Anatomicae, che conteneva alcune osservazioni e critiche alla Fabrica. Vesalio scrisse una lettera di risposta che fu affidata per la consegna all'ambasciatore veneziano presso la corte di Filippo II. Questi fu però trattenuto in Spagna per diversi mesi a causa di altri impegni, e quando finalmente ritornò nella Repubblica di Venezia nell'ottobre del 1562, Falloppio era morto.
Vesalio venne a sapere della morte del collega solo nella primavera del 1564, quando, per ragioni mai ben chiarite, partì per un pellegrinaggio verso la Terra santa. Infatti partendo dalla Spagna fece tappa a Venezia e qui ritrovò la sua lettera. Alcuni medici gli chiesero di darla alle stampe; egli acconsentì e la lettera venne pubblicata a Venezia il 24 maggio 1564 con il titolo Andree Vesalii Anatomicarum Gabrielis Fallopii Observationum Examen. Vesalio non vide mai questa pubblicazione, infatti in aprile si era già imbarcato per la Terra Santa. Molto probabilmente, una volta tornato, avrebbe riottenuto la sua vecchia cattedra di medicina a Padova, lasciata vacante da Falloppio; ma durante il viaggio di ritorno si ammalò e fu sbarcato sull'isola di Zante, dove morì il 15 ottobre 1564. Venne sepolto in un punto imprecisato sull'isola di Corfù.

### Ipotesi sulle ragioni del pellegrinaggio in Terra Santa
Per molti anni si credette che la partenza di Vesalio verso la Terra santa fosse dovuta a problemi con la giustizia e in particolare con l'Inquisizione. A questo proposito ci sono diverse fonti: il famoso medico e chirurgo francese Ambroise Paré riporta la storia di un anatomista spagnolo che eseguì la dissezione di una nobildonna morta per "strangolamento dell'utero". Al momento della seconda incisione la donna, non essendo veramente morta, si risvegliò improvvisamente; ciò causò un tale orrore agli occhi dei presenti, che l'anatomista, prima molto famoso, divenne per tutti odioso e detestabile e decise così di lasciare il paese.
Edward Jorden, un medico inglese, racconta pressappoco la stessa storia, ma riporta esplicitamente il nome di Vesalio e dice che egli usò il pellegrinaggio come scusa per lasciare la Spagna. Il diplomatico francese Hubert Languet, in una sua lettera, racconta invece che la vittima della dissezione fosse un uomo e che Vesalio si sia accorto della falsa morte quando, dopo aver aperto il petto e scoperto il cuore, si accorse che esso batteva ancora: per questo fu processato e condannato a morte dall'Inquisizione; tuttavia, per interessamento diretto e ufficioso dell'imperatore Filippo II, la pena fu commutata nell'obbligo di pellegrinaggio in Terra Santa. Altre fonti del tempo ignorano completamente questa storia, in particolare non esiste alcun documento o atto relativo al presunto processo di Vesalio.
Alcuni storici affermano che è molto improbabile, sebbene non impossibile, che Vesalio commettesse un errore del genere. Ciò che è molto più probabile invece è che egli, dopo la sua morte, sia stato vittima di una perfida calunnia messa in giro dai medici suoi avversari. In effetti la lettera di Languet potrebbe essere un falso, infatti pur portando la data del 1º gennaio 1565, essa fu pubblicata per la prima volta solo nel 1620 nell'opera Vitae Germanorum Medicorum di Melchior Adam, e non compare invece nelle raccolte pubblicate della corrispondenza di Languet.
Per la storiografia moderna la storia della condanna di Vesalio è da considerarsi priva di fondamento.
L'ipotesi più probabile sul motivo della sua partenza è che egli fosse semplicemente stanco della vita di corte e dell'ostilità dei medici spagnoli, e che il pellegrinaggio fosse solo il pretesto per andarsene dal paese. Sembra anche che le gelosie e gli scontri con gli altri medici di corte, specialmente riguardo alle cure mediche al principe Don Carlos, fossero così aspri che Vesalio se ne ammalò: il botanico fiammingo Carolus Clusius, che arrivò a Madrid il giorno stesso della partenza di Vesalio, testimonia infatti che questi avesse ottenuto il permesso di partire in pellegrinaggio proprio per motivi di salute. Inoltre, come già spiegato, il desiderio di Vesalio di tornare a Padova per dedicarsi esclusivamente alla ricerca scientifica, fu certamente determinante nella sua decisione di lasciare la corte.

#### L'aneddoto della costola di Adamo
Un altro aneddoto molto diffuso che si racconta sulla condanna di Vesalio dice che egli fu condannato dall'Inquisizione per aver sostenuto che, contrariamente alla comune credenza di biblica memoria, uomo e donna abbiano lo stesso numero di costole, come risulta dalle dissezioni da lui effettuate. Nella Genesi si dice infatti che Eva fu creata da una costola di Adamo, quindi questi avrebbe dovuto avere una costola in meno: da ciò la credenza che gli uomini abbiano tutti una costola mancante. Si racconta che questa credenza fosse al tempo una tesi scientifica accettata e consolidata, derivante dal racconto biblico e imposta di fatto come dogma dalle autorità religiose.
Tutto ciò è, ovviamente, un falso storico, prima di tutto perché, come già esposto, Vesalio non ebbe mai alcuna condanna, e inoltre perché, storicamente, non è mai esistito un dogma sulla costola mancante, bensì si è sempre e solo trattato di una credenza popolare.

## L'opera
Vesalio pubblicò a Venezia nel 1538 le Tabulae Anatomicae Sex, sei silografie in materia di anatomo-fisiologia, dove iniziò a usare la moderna terminologia medica (anche se l'opera appare ancora legata all'anatomia galenica), e il più importante De humani corporis fabrica nel 1543 a Basilea, che viene considerato uno dei testi base dell'anatomia moderna, con le sue 663 pagine in folio divise in sette libri e le oltre 300 silografie anatomiche magistralmente illustrate dall'incisore e pittore fiammingo Johannes Stephan van Calcar (1499–1546), che si era formato sotto Tiziano.

### L'indipendenza da Galeno
La formazione e la ricerca di Andrea Vesalio si mossero inizialmente nel quadro teorico sedimentatosi nella tradizione galenica. Ma fu proprio la ripresa delle tecniche investigative risalenti a Galeno che lo portò a porre le basi sperimentali che ne decretarono l'obsolescenza del quadro teorico.

#### La “rete mirabile”
Un esempio del processo di maturazione e di progressivo affrancamento di Vesalio dall'accettazione acritica delle teorie galeniche durante il periodo padovano è costituito dal problema della rete mirabile: questa struttura anatomica era uno degli elementi fondamentali su cui poggiava la fisiologia galenica; secondo questa, lo spirito vitale, formatosi nel cuore per affinamento dello spirito naturale originatosi nel fegato, veniva portato alla base del cervello dalle arterie carotidi, che qui si sfioccavano in un intricato reticolo vasale, la rete mirabile appunto. In tale sede lo spirito naturale veniva ulteriormente affinato, trasformandosi in spirito animale che, distribuito attraverso i nervi periferici, ritenuti cavi, dotava il corpo di sensibilità e movimento.
La rete mirabile costituisce una riprova di come l'osservazione galenica fosse basata sullo studio di altre specie animali: questa formazione anatomica, infatti è molto evidente negli ungulati mentre non esiste nell'uomo. Vesalio ne ammise l'esistenza nelle Tabulae anatomicae sex (1538), mentre nella Fabrica del 1543 riconosce con vivacità l'errore compiuto e ne analizza con spirito critico la causa:
(De humani corporis fabrica libri septem, VII, cap. 12)

#### Il sistema nervoso
Nella Fabrica Vesalio respinse altri importanti aspetti della neurologia di Galeno, ad esempio il concetto che i nervi fossero cavi. Leggiamo quanto egli stesso asserisce in proposito:
(De humani corporis fabrica libri septem, IV, cap. 4)
Descrisse anche il corpo calloso come struttura commisurale dei due emisferi.

#### Potenza e limiti dell'indagine anatomica
Sul piano della fisiologia del sistema nervoso Vesalio esprime una posizione agnostica, tracciando nettamente limiti tra l'osservazione anatomica e la speculazione filosofica:
La trattazione vesaliana dei genitali femminili lascia alquanto a desiderare. Essa è tipica di un uomo del XVI secolo, per quanto geniale e innovativo. Vesalio condivide il pregiudizio, risalente ad Aristotele, secondo il quale è il seme dell'uomo che ha la funzione fecondante, mentre la donna presta esclusivamente la sede uterina per lo sviluppo fetale, come indica anche l'etimologia del termine "vagina" (guaina, fodero). Infatti la stessa raffigurazione dell'utero presente nell'opera è quella di un pene rovesciato, avente lo scopo di accogliere comodamente l'organo maschile. Bisognerà attendere Falloppio per la scoperta delle omonime tube, che connettono l'utero con l'ovaio.
Convinzione ferma e imprescindibile di Vesalio era l'importanza delle sezioni anatomiche al fine di poter comprendere la struttura e la fisiologia del corpo umano; teoria questa in netto contrasto con le convinzioni galeniche, basate su un'idea organicistica del corpo umano, secondo cui "non vi possono essere lesioni funzionali del corpo, se queste non sono associate a lesioni effettive degli organi interni".